# Забелино (городской округ Шаховская)
Забелино — деревня в городском округе Шаховская Московской области России.

## География
Расположена примерно в 6 километрах к северу от районного центра — посёлка городского типа Шаховская, на правом берегу реки Лоби (бассейн Иваньковского водохранилища). В деревне одна улица — Центральная.
Соседние населённые пункты — деревни Елизарово, Гольцово и Бабинки.

## Исторические сведения
В 1769–70 годах земля, относящаяся к сельцу Апоево Хованского стана Волоколамского уезда Московской губернии, состояла из двух частей. Часть с одним двором и 7 душами принадлежала вахмистру Илье Владимировичу Забелину. Другой частью владел ротмистр, князь Иван Иванович Лобанов-Ростовский.
В середине XIX века сельцо относилось ко 2-му стану Волоколамского уезда Московской губернии и принадлежала Бурковскому и Страшниной. В сельце было 4 двора, крестьян 40 душ мужского пола и 37 душ женского.
В «Списке населённых мест» 1862 года Опоево (Забелино) — владельческая деревня 1-го стана Волоколамского уезда Московской губернии по правую сторону Московского тракта, шедшего от границы Зубцовского уезда на город Волоколамск, в 25 верстах от уездного города, при безымянном ручье, с 8 дворами и 77 жителями (40 мужчин, 37 женщин).
По данным на 1890 год деревня Апоево входила в состав Кульпинской волости, число душ мужского пола составляло 23 человека.
В 1913 году в деревне Апоево, Забелино тож — 13 дворов, камера земского начальника 3-го участка и имение К. Н. Миллер. Рядом показано имение Л. Ф. Миллер, в котором находилась камера земского начальника 4-го участка.
По материалам Всесоюзной переписи населения 1926 года Забелино — деревня Бабинского сельсовета Судисловской волости Волоколамского уезда, проживал 91 человек (40 мужчины, 51 женщина), насчитывалось 19 крестьянских хозяйств.
С 1929 года — населённый пункт в составе Шаховского района Московской области.
1994—2006 годы — деревня Судисловского сельского округа Шаховского района.
2006—2015 годы — деревня сельского поселения Раменское Шаховского района.
2015 — н. в. — деревня городского округа Шаховская Московской области.

## Население
| 1852 | 1859 | 1926 | 2002 | 2006 | 2010 |
| ---- | ---- | ---- | ---- | ---- | ---- |
| 77   | →77  | ↗91  | ↘2   | ↗4   | ↘3   |